# Standard marine communication phrases
Pour les articles homonymes, voir SMCP.
SMCP, de l'anglais Standard marine communication phrases (traduit par : Phrases normalisées de l'OMI pour les communications maritimes), est un recueil de phrases standard pour la communication maritime.
Cet ouvrage de l'Organisation maritime internationale liste les expressions qui ont été adoptées en 2001, et remplace l'ancien ouvrage Standard marine navigational vocabulary (SMNV) qui datait de 1977/1985.

## But
Il s'agit d'éviter le plus possible les malentendus et/ou incompréhensions entre les différents acteurs du monde maritime, et dans ce but de recommander à tous les intervenants l'utilisation de ce langage simple standard en langue anglaise.